# Vera Vsevolodovna Baranovskaja
Vera Vsevolodovna Baranovskaja oppure Vera Fëdorovna Baranovskaja (San Pietroburgo, 1885 – Parigi, 7 dicembre 1935) è stata un'attrice russa.

## Biografia

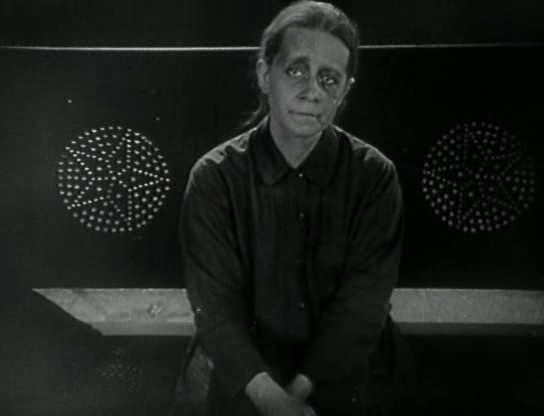
Vera Baranovskaja interpreta La madre (1926)

Vera Vsevolodovna Baranovskaja nacque a San Pietroburgo nel 1885.
Incominciò a recitare sul palcoscenico nei primi due decenni del XX secolo, dopo aver studiato nei  corsi di recitazione diretti da Konstantin Sergeevič Stanislavskij al Teatro d'arte di Mosca, da lui fondato nel 1898, in ruoli di una certa importanza dal 1903 al 1915, per poi alternare l'attività teatrale con quella cinematografica.
La sua carriera incominciò durante il periodo cinematografico prerivoluzionario in Russia e dopo una saltuaria attività nel cinema zarista, ottenne parti importanti nel Il potere del primo amante (1917), e Il ladro (1918), tratto dal romanzo di Umberto Notari intitolato I tre ladri, entrambi diretti da M. M. Bonč-Tomačevski.
Il suo apice artistico lo raggiunse nel 1926-1927, quando Vsevolod Illarionovič Pudovkin la scelse quale protagonista dei suoi film sovietici La madre, tratto da un romanzo di Maksim Gor'kij, ruolo che peraltro la Baranvskaja aveva già interpretato a teatro, e La fine di San Pietroburgo, in cui essa diede vita a significative interpretazioni, prova di notevole talento drammatico e di espressiva sinteticità di gesti e sguardi nel ruolo di donna lavoratrice e di rivoluzionaria, una donna del popolo buona ma ingenua e ignorante che, dopo aver commesso un grave errore in buona fede, prende coscienza della propria condizione di sfruttata e diventa una coraggiosa rivoluzionaria; il suo volto intenso e scarno nella scena finale de La madre, risultò una delle immagini più celebri del cinema muto.
Nel 1928 emigrò dapprima in Cecoslovacchia, dove interpretò a Praga, Questa è la vita (1929) del regista Carl Junghans, figura di una madre che deve affrontare le difficoltà della vita, e in alternanza in Germania, dove lavorò diretta da Guido Brignone e poi successivamente in Francia negli anni trenta, dove recitò col nome di Vera Barsoukoff.

## Filmografia
- La madre (Мать), regia di Vsevolod Pudovkin (1926)
- La fine di San Pietroburgo (Konec Sankt-Peterburga), regia di Vsevolod Pudovkin (1927)
- Giftgas, regia di Michail Dubson (1929)
- Revolte im Erziehungshaus, regia di Georg Asagaroff (1930)
- Così è la vita (Takový je život, So ist das Leben), regia di Carl Junghans (1930)
- Monsieur Albert, regia di Karl Anton (1932)
- Les Aventures du Roi Pausole, regia di Alexis Granowsky (1933)
- Au bout du monde, regia di Henri Chomette e Gustav Ucicky (1934)
- L'equipaggio (L'équipage), regia di Anatole Litvak (1935)